# Marilou Bourdon
Marilou Bourdon (Longueuil, 20 september 1990) is een Canadees zangeres.

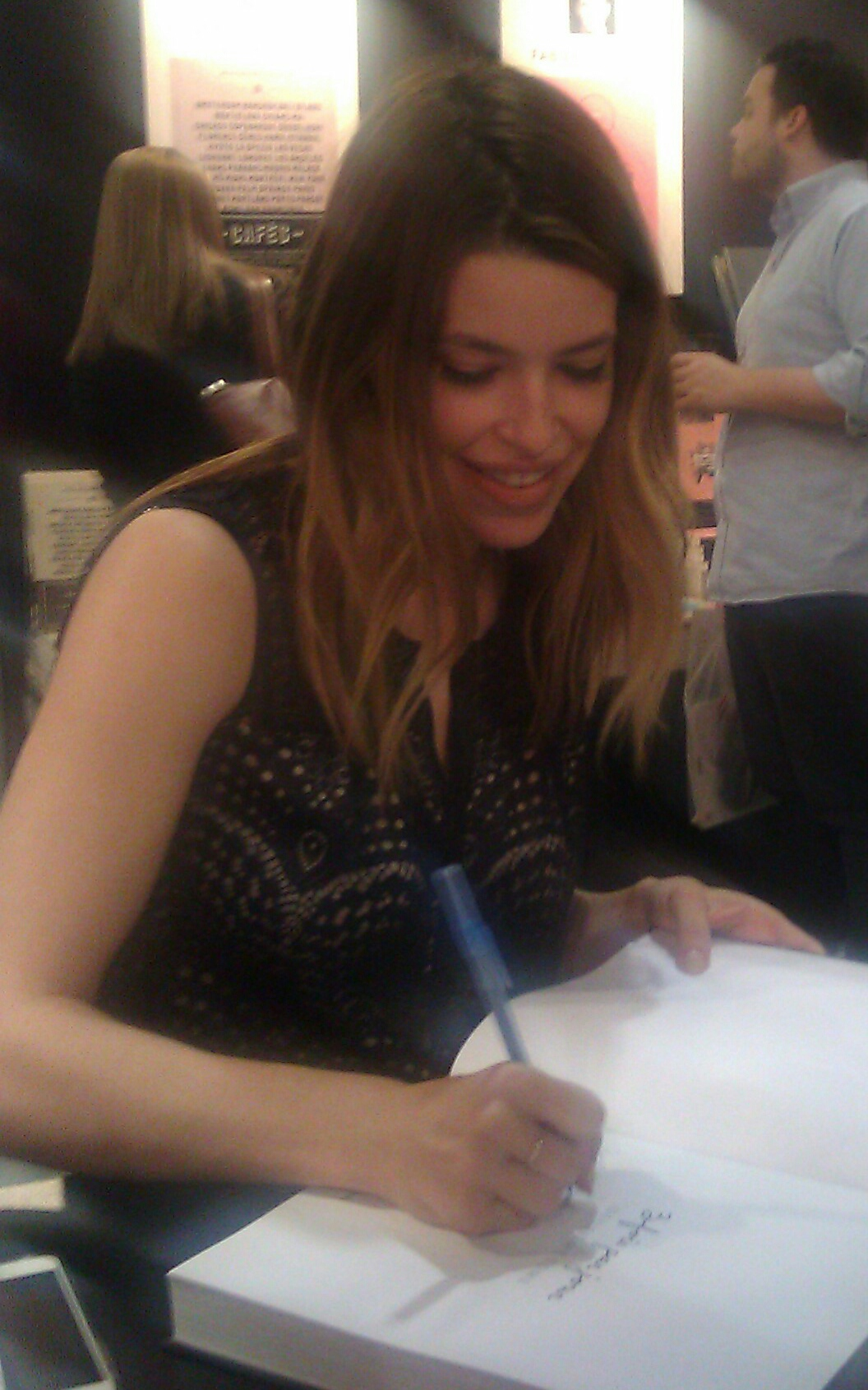

Bourdon had al op jonge leeftijd belangstelling voor muziek. Op achtjarige leeftijd begon ze met zingen en dansen. Ze werd ontdekt in 2001, toen ze met Natasha St-Pier een duet zong tijdens de Québecse televisieshow Stars à domicile.
Haar muzikale carrière begon in 2002 toen ze een single uitbracht met een Franstalige versie van het lied There For Me van Sarah Brightman en José Cura, Je serai la pour toi. Ze zong dit lied in duet met Gino Quilico. In 2004 tekende ze een contract bij Sony voor zes Franse en vier Engelstalige albums. Haar manager werd René Angélil, die ook manager is van Céline Dion.
Haar eerste album La Fille Qui Chante kwam uit in 2005. Van het album verschenen twee singles: Chante en Tu es comme ca, een nummer dat ze zong met Garou.
In 2007 kwam Bourdons tweede album uit, dat simpelweg Marilou heette, met als meest bekende single Danser sur la lune. Op de Franse versie van het album is hiervan ook nog een duetversie te vinden met de zanger Merwan Rim.
In 2012 zong ze mee op de Frans/Canadese versie van Trains Bruises.
- Bibliothèque nationale de France: cb145790842 (data)
- International Standard Name Identifier: 0000 0000 7990 2250
- Library of Congress Control Number: no2019030979
- MusicBrainz: 584f97da-554d-46c4-bba6-d77cb15282ed
- Virtual International Authority File: 34702319